# Lucas Bernardi
Lucas Ademar Bernardi (Rosario, 27. rujna 1977.) je argentinski nogometni trener, umirovljeni nogometaš i bivši nacionalni reprezentativac. Budući da je Bernardi talijanskog podrijetla, osim argentinsko ima i talijansko državljanstvo.

## Karijera

### Klupska karijera
Igrač je profesionalnu karijeru započeo 1998. godine u Newell's Old Boysima. Nakon dvije sezone igranja za klub, odlazi u Olympique Marseille u kojem se zadržao veoma kratko.
Od 2001. Bernardi je član AS Monaca za koji je tijekom sedam godina odigrao preko 200 utakmica u svim natjecanjima. S klubom je 2003. osvojio nacionalni Liga kup dok je 2004. igrao u finalu Lige prvaka protiv Porta. Nakon devet godina karijere u Europi, igrač se vraća u domovinu gdje ponovo postaje član Newell's Old Boys|Newell's Old Boysa.

### Reprezentativna karijera
Bernardi je za argentinsku reprezentaciju debitirao 2004. godine u susretu protiv Japana. S nacionalnom selekcijom je nastupio na Kupu konfederacija 2005. u Njemačkoj u kojem je Argentina poražena u finalu od Brazila s 4:1.
Unatoč tome što je bio jedan od ključnih igrača monegaške momčadi, izbornik José Néstor Pékerman ga nije uvrstio na popis igrača za Svjetsko prvenstvo 2006. kao i Javiera Zanettija te Waltera Samuela.
Posljednju utakmicu u argentinskom dresu, Bernardi je odigrao u prijateljskom susretu protiv Mađarske 17. kolovoza 2005.

## Osvojeni trofeji

### Klupski trofeji
| Klub      | Trofej             | Sezona / godina |
| Francuska | Francuska          | Francuska       |
| --------- | ------------------ | --------------- |
| AS Monaco | Francuski Liga kup | 2003.           |

### Reprezentativni trofeji
| Turnir            | Trofej | Godina |
| ----------------- | ------ | ------ |
| Kup konfederacija | Srebro | 2005.  |